# Liste der Erzbischöfe von Évora
Die folgenden Personen waren Bischöfe und Erzbischöfe von Évora (Portugal):

## Bischöfe von Elbora
- Heiliger Manços
- Quinciano (303–314)
- Julian (566)
- Zósimo I. (597)
- Sicisclo oder Secisclo (633–646)
- Abiêncio (653)
- Zósimo II. (656)
- Pedro (666)
- Tructemundo oder Tractemundo (681–688)
- Arcôncio oder Andrôncio (693)
- Mentélio (711)
- Justin (715)

## Bischöfe von Évora
- Soeiro I. (1166–1179)
- Fernando I. (1179)
- Paio (1180–1204)
- Soeiro II. (1204–1229)
- Fernando II. (1230–1235)
- Martinho I. Pires (1237–1266)
- Durando Pais (1267–1283)
- Domingos Anes Jardo (1284–1289) (auch Bischof von Lissabon)
- Pedro I. Colaço (1289–1297)
- Fernando III. Martins (1297–1313)
- Rodrigo Pires (1313), eleito
- Geraldo Domingues (1314–1321)
- Gonçalo Pereira (1321), eleito
- Pedro II. (1322–1340)
- Martinho II. Afonso (1341–1347)
- Afonso I. Dinis (1347–1352)
- João I. Afonso (1352–1355)
- João II. Gomes de Chaves (1355–1368)
- Martinho III. Gil de Basto (1368–1382)
- João III. Eanes (1382–1404)
- Martinho IV. (1404–1406)
- Diogo Álvares de Brito (1406–1415)
- Álvaro I. Afonso (1415–1420)
- Pedro III. de Noronha (1420–1423) (auch Erzbischof von Lissabon)
- Vasco I. (1423–1426)
- Álvaro II. de Abreu Falcão (1429–1440)
- Vasco II. Perdigão (1443–1463)
- Jorge da Costa (1463–1464)
- Luís Pires (1464–1468)
- Álvaro III. Afonso (1468–1471)
- Garcia de Menezes (1471–1484)
- Afonso de Portugal (1485–1522)
- Alfons von Portugal (1522–1540)
- Heinrich von Portugal (1540–1564) (erster Erzbischof)
- João de Melo (1564–1574)
- Heinrich von Portugal (1574–1578)
- Teotónio de Bragança (1578–1602)
- Alexandre de Bragança (1602–1608)
- Diogo de Sousa I. (1610)
- José de Melo (1611–1633)
- João Coutinho (1636–1643)
- Diogo de Sousa II. (1671–1678)
- Domingos de Gusmão (1678–1689)
- Luis da Silva Teles (1691–1703)
- Simão da Cruz (1703–1715)
- Miguel de Távora (1741–1759)
- João Cosme da Cunha OCSA (1760–1783)
- Joaquim Xavier Botelho de Lima (1784–1800)
- Manuel do Cenáculo Vilas Boas (1802–1814)
- Joaquim de Santa Clara Brandão OSB (1816–1818)
- Patrício da Silva OSA (1820–1826)
- Fortunato de S. Boaventura (1832–1844)
- Francisco da Mãe dos Homens Anes de Carvalho (1846–1859)
- José António da Mata e Silva (1860–1869)
- José António Pereira Bilhano (1871–1890)
- Augusto Eduardo Nunes (1890–1920)
- Manuel Mendes da Conceição Santos (1920–1955)
- Manuel Trindade Salgueiro (1955–1965)
- David de Sousa OFM (1965–1981)
- Maurílio Jorge Quintal de Gouveia (1981–2008)
- José Francisco Sanches Alves (2008–2018)
- Francisco José Villas-Boas Senra de Faria Coelho (seit 2018)